# Niphona variegata
Niphona variegata là một loài bọ cánh cứng trong họ Cerambycidae.